# Инженер Минчев (катер-тральщик)
Катер-тральщик «Инженер Минчев» (болг. миночистачен катер «Инженер Минчев») — это один из тральщиков военно-морского флота Болгарии во время второй мировой войны.

## История
Судно было заложено и построено в 1942 году на Варненской судостроительной верфи по заказу правительства Болгарии под наименованием "служебен моторен кораб «Инженер Минчев»". После постройки и спуска на воду, оно было мобилизовано в состав Черноморского флота Болгарии и использовалось в качестве патрульного катера.
После присоединения Болгарии к Антигитлеровской коалиции в сентябре 1944 года, катер был оснащён минным тралом, переклассифицирован в катер-тральщик, перемещён на Дунай и включён в состав болгарской Дунайской военной флотилии. Он участвовал в разминировании русла реки Дунай.
В 1946 году на совещании министров иностранных дел СССР, США, Англии и Франции в Париже были озвучены предварительные условия мирного договора с Болгарией, которые предусматривали сокращение болгарского военно-морского флота (уменьшение численности личного состава, количества кораблей и судов и их общего тоннажа). В результате, «Инженер Минчев» был выведен из состава ВМС Болгарии.

## Описание
«Инженер Минчев» представлял собой катер длиной 18 метров с дизельным двигателем иностранного производства, оснащённый контактным минным тралом.